# Geraldine Brooks
Geraldine Brooks (Sídney, 14 de septiembre de 1955) es una periodista y novelista australianoestadounidense cuya novela March de 2005 ganó el Premio Pulitzer de ficción.

## Biografía
Originaria de Sídney, creció en el suburbio de Ashfield, en el interior oeste. Su padre, Lawrie Brooks, era un cantante de big band estadounidense que quedó varado en Adelaida durante una gira por Australia cuando su mánager se fugó con el sueldo de la banda. Decidió permanecer en el país y se convirtió en subeditor de un periódico. Su madre Gloria, de Boorowa, era responsable de relaciones públicas en la estación de radio 2GB en Sídney. Asistió al Bethlehem College, una escuela secundaria para niñas, y a la Universidad de Sídney. Después de graduarse, fue reportera novata para The Sídney Morning Herald y, después de ganar una beca en memoria de Greg Shackleton, se mudó a los Estados Unidos y completó una maestría en la Escuela de Periodismo de la Universidad de Columbia de la ciudad de Nueva York en 1983. Al año siguiente, en el pueblo artesanal de Tourrettes-sur-Loup, en el sur de Francia, se casó con el periodista estadounidense Tony Horwitz y se convirtió al judaísmo.
Como corresponsal extranjera de The Wall Street Journal, cubrió las crisis en África, los Balcanes y Oriente Medio. Las historias del Golfo Pérsico que ella y su marido informaron en 1990 recibieron el premio Hal Boyle del Overseas Press Club al «Mejor reportaje de periódico o cable desde el extranjero». En 2006, recibió una beca del Instituto de Estudios Avanzados Radcliffe de la Universidad de Harvard.
El primer libro de Brooks, Nine Parts of Desire (1994), basado en sus experiencias entre mujeres musulmanas en Medio Oriente, fue un éxito de ventas internacional y se tradujo a 17 idiomas. Foreign Correspondence (1997), que ganó el Premio Literario Nita Kibble por la escritura de mujeres, fue una memoria y una aventura de viaje sobre una infancia enriquecida por amigos por correspondencia de todo el mundo y su búsqueda adulta para encontrarlos.
Su primera novela, Year of Wonders, publicada en 2001, se convirtió en un éxito de ventas internacional. Ambientada en 1666, la historia describe la batalla de una joven para salvar a sus compañeros del pueblo y a su propia alma cuando la peste bubónica ataca repentinamente a Eyam, en Derbyshire.
Su siguiente novela, March (2005), se inspiró en su afición por Mujercitas de Louisa May Alcott, que le había regalado su madre. Para conectar esa memorable experiencia de lectura con su nuevo estatus en 2002 como ciudadana estadounidense, investigó el escenario histórico de Mujercitas  de la Guerra de Secesión y decidió crear una crónica del servicio en tiempos de guerra para el «padre ausente» de las niñas March. Algunos aspectos de esta crónica se basaron en la vida y los escritos filosóficos del patriarca de la familia Alcott, Amos Bronson Alcott, a quien describió bajo el título Orfeo en el arado, en la edición del 10 de enero de 2005 de The New Yorker, un mes antes de la publicación de March. La novela paralela recibió reacciones encontradas por parte de la crítica, pero aun así fue seleccionada en diciembre de 2005 por el Washington Post como una de las cinco mejores obras de ficción publicadas ese año, y en abril de 2006 ganó el Premio Pulitzer de Ficción Fue elegible para el premio en virtud de su ciudadanía estadounidense y fue la primera australiana en ganarlo.
En su siguiente novela, Los guardianes del libro (2008), Brooks exploró una historia ficticia de la Hagadá de Sarajevo. Esta novela se inspiró en sus reportajes (para The New Yorker) sobre historias de interés humano que surgieron tras la desintegración de Yugoslavia entre 1991 y 1995.  La novela ganó el Premio al Libro Australiano del Año y el Premio de Ficción Literaria de Australia en 2008.
Su novela de 2011, Caleb's Crossing, está inspirada en la vida de Caleb Cheeshahteaumauk, un wampanoag converso al cristianismo que fue el primer nativo americano en graduarse de la Universidad de Harvard, en el siglo XVII.
Brooks, por invitación de la Australian Corporation, entregó la serie de 2011 de las prestigiosas Boyer Lectures. Estas han sido publicados como La idea del hogar, y revelan sus apasionados valores humanistas.
The Secret Chord  (2015) es una novela histórica basada en la vida del bíblico rey David en la Edad del Hierro.
En 2016, Brooks visitó Israel, como parte de un proyecto de la organización "Breaking the Silence", para escribir un artículo para un libro sobre la ocupación israelí, con motivo del 50 aniversario de la Guerra de los Seis Días. El libro fue editado por Michael Chabon y Ayelet Waldman, y se publicó con el título "Kingdom of Olives and Ash: Writers Confront the Occupation", en junio de 2017.
Horse (2022) es una novela histórica basada en el caballo de carreras Lexington. Rápidamente se convirtió en un superventas del New York Times. Ganó el premio Anisfield-Wolf Book Award de ficción 2023.
Conservando su ciudadanía australiana, se convirtió en ciudadana estadounidense en 2002.
Tiene dos hijos con su marido Tony Horwitz, Nathaniel y Bizu. Tony murió repentinamente en 2019 mientras estaba de gira para promocionar su libro.

## Premios
- 1996: Premio Overseas Press Club a la mejor cobertura de la Guerra del Golfo.[20]
- 2006: Premio Pulitzer por March
- 2008: Libro de ficción literaria del año de la Asociación de Editores de Australia para Gente del libro[21]
- 2009: Premio al Autor Distinguido Peggy V. Helmerich[22]
- 2010: Premio Literario de la Paz de Dayton a la Trayectoria[23]
- 2016: Oficial de la Orden de Australia en los Honores del Día de Australia
- 2023: Premio de ficción de los Indie Book Awards por Caballo[24]
- 2023: Premio Libro Anisfield-Wolf de Ficción

## Obras

### Novelas
| Año  | Título                   | Editorial original                 | ISBN               |
| ---- | ------------------------ | ---------------------------------- | ------------------ |
| 2022 | Horse                    | Viking Press                       | ISBN 9780399562969 |
| 2015 | The Secret Chord         | Hachette Australia                 | ISBN 9780733632174 |
| 2011 | Caleb's Crossing         | HarperCollins Publishers Australia | ISBN 9780143121077 |
| 2008 | Los guardianes del libro | Viking Penguin                     | ISBN 9781460750858 |
| 2005 | March                    | Harper Perennial                   | ISBN 9780143115007 |
| 2001 | Year of Wonders          | Fourth Estate                      | ISBN 9781841154589 |

### No ficción
- Brooks, Geraldine (1994). Nine Parts of Desire: The Hidden World of Islamic Women. Anchor Books. ISBN 0-385-47576-4.
- Brooks, Geraldine (1997). Foreign Correspondence: A Pen Pal's Journey from Down Under to All Over. Anchor Books/Doubleday. ISBN 0-385-48269-8.
- Brooks, Geraldine (2011). Boyer Lectures 2011: The Idea of Home (or "At Home in the World"). ABC Books. ISBN 978-0-7333-3025-4.

## Otras lecturas
- Cunningham, Sophie (June 2011). «Caleb goes to Harvard». Australian Book Review (332): 55-56. Review of Caleb's crossing.
- Steggall, Stephany (March 2012). «Geraldine Brooks». Celebration. Australian Authors Past & Present. Australian Author 44 (1): 22-25.